# Subvertising

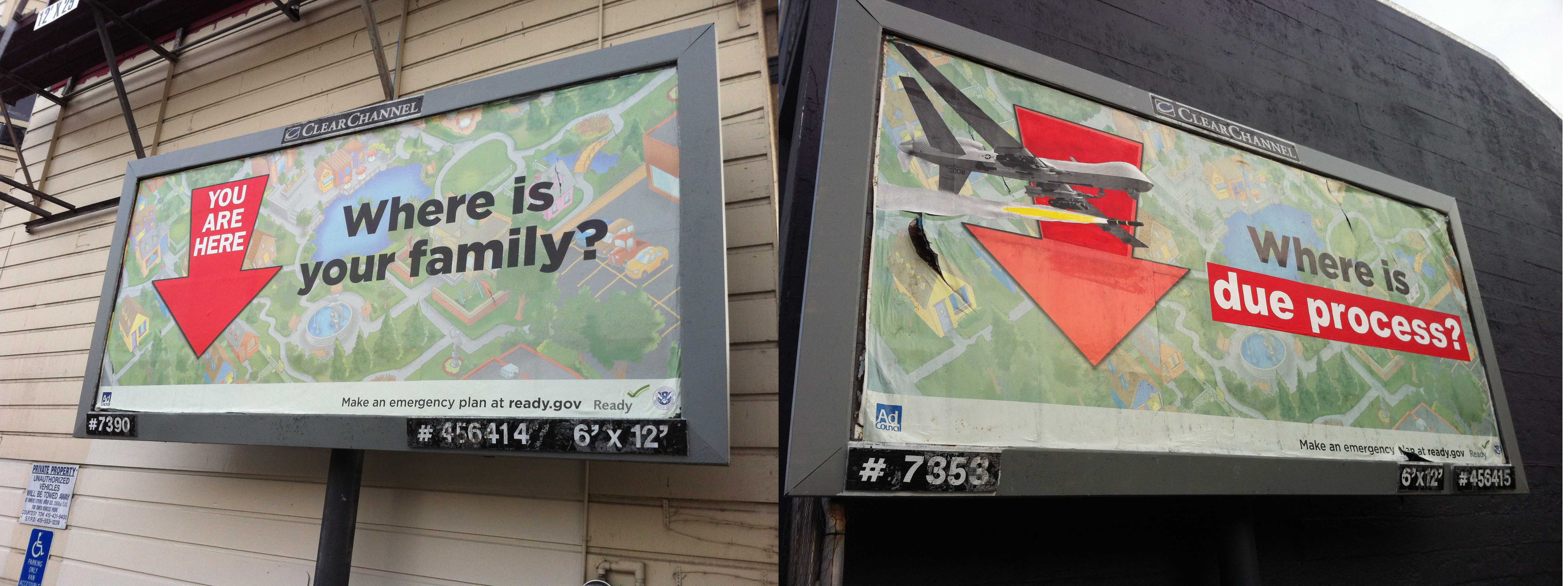
Dwie tablice reklamowe z tą samą oryginalną zawartością. Tablica po prawej, przeedytowana w kreatywny sposób stanowi przykład subvertisingu.

Plakat pro-life z napisami proaborcyjnymi, Gdańsk 2021

Subvertising (adbusting) – działanie wymierzone najczęściej w reklamę (rodzaj antyreklamy), bywa uznawane za wandalizm jednak za działaniem tym stoi zwykle pewna filozofia. Subvertising polega na ingerencji w pierwotną semantykę, zakłóca, podważa pierwotny przekaz. Taka reinterpretacja (przekształcenie) zachowuje i wykorzystuje pierwotny kształt i wygląd (jest to więc jedynie swego rodzaju podłączenie się do medium przekazu, jego przechwycenie), jednak dodaje też nową treść, nowe przedstawienie, nowy obrazek lub nowy napis a co za tym idzie daje w efekcie nową wymowę niezamierzoną przez oryginał albo nawet całkowicie mu przeciwną. Autorzy subvertisingu uważają, że posługując się nim wydobywają głębsze prawdy jakie kryją się za pozornymi, iluzorycznymi wizjami przedstawianymi w przestrzeni medialnej. Najczęściej jest to swego rodzaju satyryczna parodia reklamy korporacyjnej lub politycznej.
Subvertising ma charakter społeczny (stanowi wyraz pewnego społecznego oporu) ale po części też i artystyczny, traktuje się go zwykle jako pewną formę tzw. zagłuszania kulturowego (zob. culture jamming) lub przejaw działalności kontrkulturowej (tzw. prowokacja kulturowa). Bywa uznawany też za narzędzie socjotechniki. 
Termin powstał na drodze kontaminacji dwóch słów języka angielskiego subvert (co znaczy dywersja) i advertising (co znaczy reklama).